# کنراد هنلاین
کنراد هنلاین (به آلمانی: Konrad Henlein) (زاده ۶ مه ۱۸۹۸ – درگذشته ۱۰ مه ۱۹۴۵) یک سیاستمدار آلمانی در دوره رایش سوم و از ۱ مه ۱۹۳۹ تا ۸ مه ۱۹۴۵ گولایتر سودتنلند بود. وی پس از دستگیرشدنش توسط نیروهای آمریکایی، در ۱۰ مه ۱۹۴۵ خودکشی کرد.